# Cry (Michael Jackson)
Cry is een nummer van zanger Michael Jackson, de tweede single van zijn album Invincible.

## Achtergrondinformatie
Cry is het equivalent van Earth Song, Man in the Mirror en Heal The World op eerdere albums. Michael Jackson gebruikte in dit nummer een geheel koor als achtergrondzang. Het thema is de wereldproblematiek.
Op Cry is ook R. Kelly, de schrijver van het nummer, te horen als achtergrondzang. Oorspronkelijk zou het nummer naast Europa, Canada en Australië ook in de Verenigde Staten worden uitgebracht. Hier zou het nummer veel op de radio te horen moeten zijn in de dagen na 11 september. Later werd in plaats van Cry Butterflies uitgebracht, begin 2002.
Het nummer werd minder goed ontvangen dan zijn voorganger You Rock My World. Slechts in Polen en Moldavië behaalde het nummer de eerste plaats in de hitlijsten. In Nederland bleef het nummer zelfs steken in de tipparade, het eerste nummer wat dit deed sinds We're Almost There uit 1981.

## Videoclip
Michael Jackson komt zelf niet voor in de videoclip die gemaakt werd bij het nummer. In plaats daarvan zijn mensen uit de hele wereld te zien die elkaars hand vasthouden om eenheid te symboliseren. Een ander voorbeeld van die eenheid is de zin "if we all cry at the same time tonight" (als we vannacht allemaal op dezelfde tijd huilen).

## Tracklist
1. "Cry" – 5:01
2. "Shout" – 4:17
3. "Streetwalker" – 5:49